# Azure Lake (Colorado)

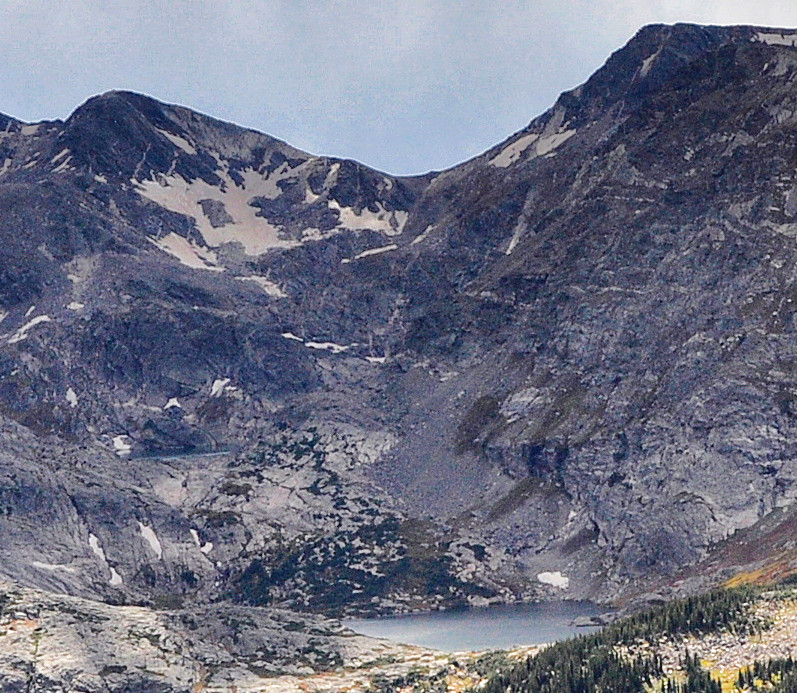
Mount Ida und Azure Lake (September 2014)

Der Azure Lake [ˈeɪzɚ ˈleɪk] ist ein Bergsee im Rocky-Mountain-Nationalpark im Bundesstaat Colorado der Vereinigten Staaten.
Er ist der zweithöchste See einer Kette von Seen (Gorge Lakes), die sich durch ein Nebental des Forest Canyon erstrecken. Er befindet sich in einer Höhe von 3627 m, am Fuße der Ostseite des Mount Ida.